# فرودگاه دبلیو. اچ. برامبل
فرودگاه دبلیو. اچ. برامبل  (به انگلیسی: W. H. Bramble Airport) یک فرودگاه همگانی است . این فرودگاه در کشور مونتسرات قرار دارد .